# Norrö, Haninge kommun

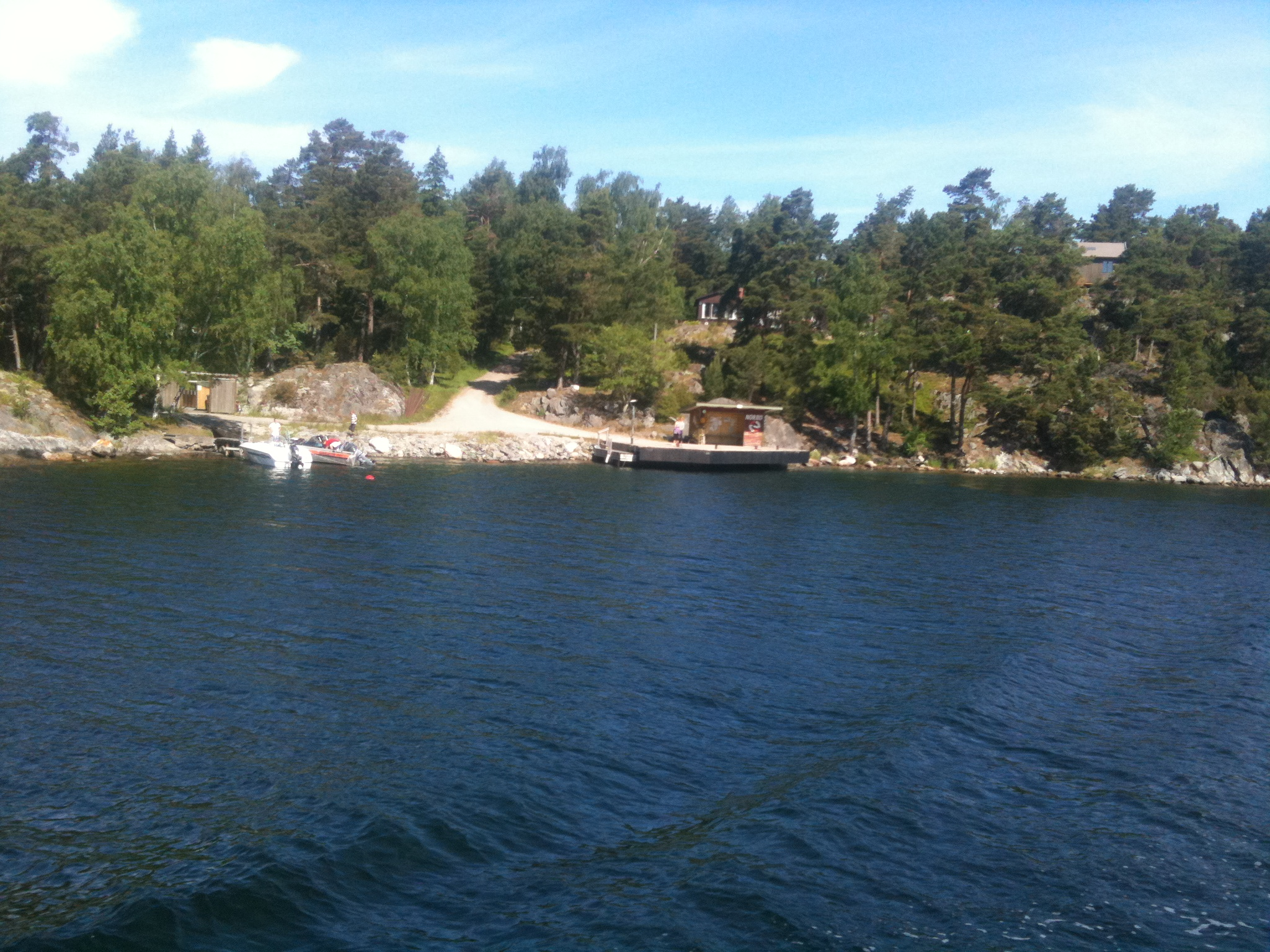
Norro brygga 2010.

Norrö är en halvö belägen mellan Nåttarö och Rånö i Stockholms södra skärgård, utanför Nynäshamn. Till skillnad från dessa, som ägs av Stockholms Stad, är Norrö privatägd, bebyggd med fritidshus sedan början på 60-talet. Ön trafikeras större delen av året av Waxholmsbolaget.